# 8190 Bouguer
8190 Bouguer è un asteroide della fascia principale. Scoperto nel 1993, presenta un'orbita caratterizzata da un semiasse maggiore pari a 2,2082827 UA e da un'eccentricità di 0,1231656, inclinata di 3,04303° rispetto all'eclittica.